# Faji Kunda
Faji Kunda (Schreibvariante: Fajikunda und Fagi Kunda) ist ein Ortsteil der Gemeinde Kanifing (englisch Kanifing Municipal) im westafrikanischen Staat Gambia.
Der Ortsteil liegt im Süden der Gemeinde und gehört zum Ort Serekunda. Bei der Volkszählung von 1993 wurde Faji Kunda als eigener Ort mit 12744 Einwohnern gelistet.

## Geographie
Der Ortsteil Talinding Kunjang liegt benachbart im Norden. Im Westen schließt sich der als Naturschutzgebiet geschützter Mangrovenwald Tanbi Wetland Complex an. Nach Süden grenzt Faji Kunda an dem Ort Abuko, der auch zur Gemeinde Kanifing gehört. Nach Westen liegt benachbart der Ortsteil Latri Kunda Sabiji, hier stellt der Kombo Sillah Drive, der in südöstlicher Richtung verläuft, die Grenze dar.